# Gabon Airlines
Gabon Airlines (mã IATA = GY, mã ICAO = GBK) là hãng hàng không mới được thành lập của Gabon, trụ sở đặt tại Libreville. Hãng có căn cứ ở Sân bay quốc tế Libreville và có kế hoạch tập trung vào các tuyến đường ở châu Phi và châu Âu

## Lịch sử
Gabon Airlines được thành lập ngày 8.11.2006 bởi các ngân hàng, công ty bảo hiểm và các nhà đầu tư Gabon, do Christian Bongo Ondimba - con trai của tổng thống Omar Bongo - làm giám đốc. Ngày 11.4.2007 hãng có chuyến bay đầu tiên từ Libreville đi Paris (Pháp) bằng máy bay Boeing 767 thuê của United Airlines. Hiện hãng có tuyến Libreville-Paris mỗi tuần 3 chuyến, tuyến Paris-Libreville-Pointe-Noire mỗi tuần 2 chuyến (từ 16.01.2008) và tuyến Libreville-Marseille mỗi tuần 1 chuyến (từ 15.6.2008). Hãng sẽ mở các tuyến đường tới Nam Phi và các nước vùng Trung Phi trong tương lai gần

## Các nơi đến
- Cộng hòa Congo

- Pointe-Noire

- Gabon

- Libreville

- Pháp

- Marseille
- Paris

## Đội máy bay
(Tháng 5/2008):
- 2 Boeing 767-222